# Rajd Cypru 1997
Rajd Cypru 1997 (25. Cyprus Rally) – 25 edycja rajdu samochodowego Rajd Cypru rozgrywanego na Cyprze. Rozgrywany był od 26 do 28 września 1997 roku. Była to czterdziesta druga runda Rajdowych Mistrzostw Europy w roku 1997 (rajd miał najwyższy współczynnik - 20) oraz piąta runda Rajdowych Mistrzostw Cypru.

## Klasyfikacja rajdu
| Miejsce                      | Kierowca                     | Pilot                        | Samochód                     | Czas                         | Strata                       |                              |
| Klasyfikacja generalna i ERC | Klasyfikacja generalna i ERC | Klasyfikacja generalna i ERC | Klasyfikacja generalna i ERC | Klasyfikacja generalna i ERC | Klasyfikacja generalna i ERC | Klasyfikacja generalna i ERC |
| ---------------------------- | ---------------------------- | ---------------------------- | ---------------------------- | ---------------------------- | ---------------------------- | ---------------------------- |
| 1.                           | Krzysztof Hołowczyc          | Maciej Wisławski             | Subaru Impreza 555           | 4:33:20                      | 0.0                          |                              |
| 2.                           | Andreas Tsouloftas           | Andreas Achilleos            | Mitsubishi Lancer Evo III    | 4:47:13                      | +13:53                       |                              |
| 3.                           | Andreas Peratikos            | Stavrinou Nikitas            | Mitsubishi Lancer Evo III    | 4:58:08                      | +24:48                       |                              |
| 4.                           | Jean-Pierre Nasrallah        | Joseph Matar                 | Lancia Delta HF Integrale    | 5:00:24                      | +27:04                       |                              |
| 5.                           | Alexander Zheludov           | Viktor Timkovskiy            | Ford Escort RS Cosworth      | 5:02:12                      | +28:52                       |                              |
| 6.                           | Dinos Maschias               | Theodoros Vassiliades        | Mitsubishi Lancer Evo III    | 5:06:11                      | +32:51                       |                              |
| 7.                           | Kostas Lambrianides          | Efklidis Papadopoulos        | Subaru Impreza WRX           | 5:11:36                      | +38:16                       |                              |
| 8.                           | Kyriakos Kardanas            | Michalakis Michael           | Mitsubishi Lancer Evo IV     | 5:18:29                      | +45:09                       |                              |
| 9.                           | Panagiotis Theofanides       | Nikos Theofanides            | Subaru Impreza WRX           | 5:18:40                      | +45:20                       |                              |
| 10.                          | Nikos Nikolaou               | Andreas Christodoulides      | Subaru Impreza 555           | 5:23:44                      | +50:24                       |                              |
| Mistrzostwa Cypru            |                              |                              |                              |                              |                              |                              |
| 1.                           | Andreas Tsouloftas           | Andreas Achilleos            | Mitsubishi Lancer Evo III    | 4:47:13                      | 0.00                         |                              |
| 2.                           | Andreas Peratikos            | Stavrinou Nikitas            | Mitsubishi Lancer Evo III    | 4:58:08                      | +10:55                       |                              |
| 3.                           | Dinos Maschias               | Theodoros Vassiliades        | Mitsubishi Lancer Evo III    | 5:06:11                      | +18:58                       |                              |
| 4.                           | Kostas Lambrianides          | Efklidis Papadopoulos        | Subaru Impreza WRX           | 5:11:36                      | +24:23                       |                              |
| 5.                           | Kyriakos Kardanas            | Michalakis Michael           | Mitsubishi Lancer Evo IV     | 5:18:29                      | +31:16                       |                              |
| 6.                           | Panagiotis Theofanides       | Nikos Theofanides            | Subaru Impreza WRX           | 5:18:40                      | +31:27                       |                              |
| 7.                           | Nikos Nikolaou               | Andreas Christodoulides      | Subaru Impreza 555           | 5:23:44                      | +36:31                       |                              |